# Desa Muck
Desa Muck (nacida en Liubliana, Eslovenia, 29 de agosto de 1955) es una actriz eslovena, presentadora de televisión y escritora.

## Biografía
Desa Muck es la sobrina de Kristijan Muck (actor, poeta y profesor esloveno). Trabajó primero como asistente de educadora en una guardería de Liubliana, y luego como cuidadora de niños con discapacidad mental. Intentó también en una empresa de construcción donde estaba de dibujante técnica y luego trabajó como actriz en varias películas, obras de teatro y como presentadora. Por último se hizo valer como escritora. Es una artista libre.
En 1982 colaboró junto con el director y actor Peter Zlobec en la serie de televisión llamada Ante. Desde 1996 hasta 2002 y desde 2008 hasta 2010 trabajó como copresentadora en emisiones Mario, ZOOM y Spet doma. Es más conocida como creadora literaria por sus historias, folletines, novelas, columnas y obras radiofónicas. Además de esto, escribe también guiones, anuncios y tiras cómicas y en el pasado escribió columnas para las revistas Ona y Jana. Sus mejores columnas fueron publicadas en el libro Pasti življenja en 2005. Ejerció también el trabajo periodístico en las revistas Antena y PIL.
A pesar de ejercer varias profesiones es más conocida por ser escritora de prosa, sobre todo para niños y adolescentes. Sus escritos incluyen sencillas experiencias humanas en general. Sus obras son dedicadas a adolescentes porque trata de temas tabú, como por ejemplo sexo, drogas, escuela, trastornos alimentarios. Es la autora de más de 60 publicaciones monográficas. Muchos de sus textos literarios son escritos en primera persona. Su libro Lažniva Suzi es autobiográfico. Su libro Blazno resno zadeti fue representado en varios teatros.

## Obras

### Literatura infantil
- Čudež v operi (2001)
- Kakšne barve je svet (2002)
- Kokoš velikanka (2007)
- Ko se želva zgubi (2009)
- Nebo v očesu lipicanca (2010)

La colección Anica: 
- Anica in grozovitež (2001)
- Anica in materinski dan (2001)
- Anica in zajček (2001)
- Anica in Jakob (2002)
- Anica in športni dan (2002)
- Anica in velike skrbi (2003)
- Anica in počitnice(2004)
- Anica in velika skrivnost (2004)
- Anica in prva ljubezen (2005)
- Anica in skrivnostna maska (2007)

### Literatura juvenil
La colección  Blazno resno: 
- Blazno resno o seksu (1993)
- Blazno resno popolni (1995)
- Blazno resno zadeti (1996)
- Blazno resno slavni (1998)
- Blazno resno o šoli (2000)

- Tistega lepega dne (1992)
- Kremplin (1996)
- Fonton (1998)

### Literatura juvenil romántica
- Pod milim nebom (1993)
- Hči Lune (1995)
- Lažniva Suzi (1997)
- Sama doma (2001)

### Literatura para adultos
- Panika (2003)
- Neskončno ljubljeni moški (2004)
- Pasti življenja (2005)
- Peskovnik Boga Otroka (2006)
- Pasti življenja II (2007)